# Kouandé
Kouandé è una città situata nel dipartimento di Atakora nello Stato del Benin con 92 704 abitanti (stima 2006).

## Geografia fisica
Il comune confina a nord con i comuni di Tanguiéta e Kérou, a sud con Copargo e Djougou, ad est con Kérou e Péhunco e ad  ovest con Toucountouna, Boukoumbé e Natitingou.

## Amministrazione
Il comune è formato dai seguenti sei arrondissement composti da 51 villaggi:
- Birni
- Chabi-Couma
- Fô-Tancé
- Guilmaro
- Kouandé
- Oroukayo

## Società

### Religione
La maggioranza della popolazione è di religione musulmana (38,5%), seguita dalle religioni locali (30,2%) e dal cattolicesimo (14,8%).

### Evoluzione demografica
Dal punto di vista etnico la popolazione è principalmente composta da Bariba, Bètamaribè e Peulh

## Economia

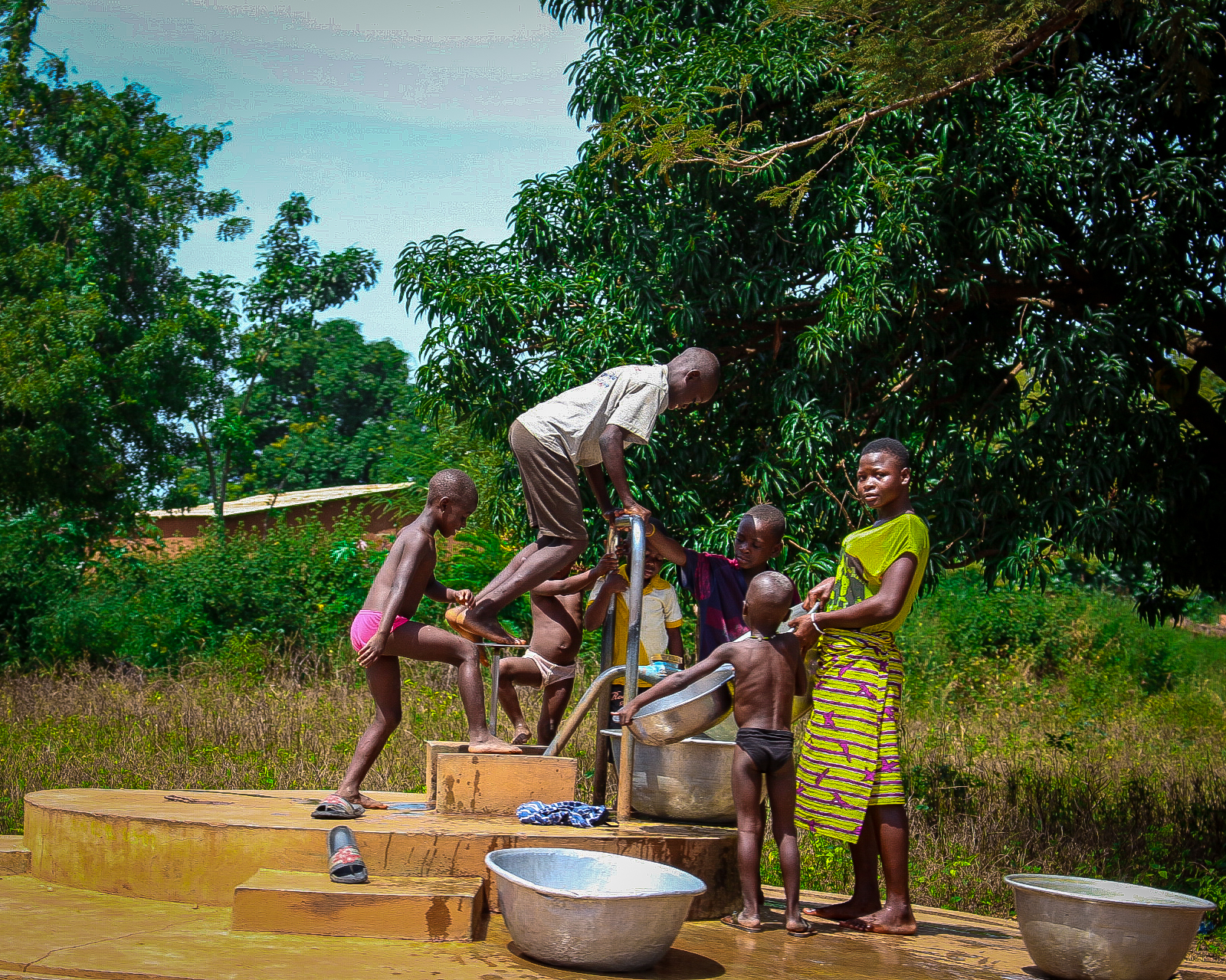
Kouandé.

Sviluppata la coltivazione di cotone ed arachidi e l'allevamento di bovini, mentre è praticata la pesca. Presenti giacimenti di oro e pietre ornamentali.

### Turismo
I luoghi turistici del comuni sono legati alla catena dell'Atacora, oltre ai festival di tradizione locale.